# 13-й гвардейский стрелковый полк
13-й гвардейский учебный мотострелковый Севастопольский Краснознамённый полк имени Красных Латышских стрелков — воинская часть Вооружённых Сил СССР в Великой Отечественной войне и послевоенный период. Условное наименование — Войсковая часть 34469.

## История полка

### Боевые действия полка с 22 июня по 20 сентября 1941 года
В 18 августа 1940 года приказом Народного Комиссара Обороны Союза СССР в городе Сухой Лог Свердловской области 19-й запасный полк был преобразован в 666-й стрелковый полк, который вошёл в состав 153 стрелковой дивизии, переименованной позднее в 3-ю гвардейскую стрелковую Волновахскую Краснознамённую ордена Суворова дивизию.
С августа 1940 года и по июнь 1941 года дивизия занималась боевой подготовкой в Камышловских лагерях в составе Уральского военного округа (УрВО).
18 мая 1941 года по приказу Народного Комиссара Обороны СССР полк в составе дивизии был переброшен в Витебск. К 22 июня 1941 года, дню нападения Германии на СССР, первые три эшелона дивизии уже прибыли в Витебск. Полностью части дивизии сосредоточились в Витебске только к 27 июня 1941 года. Дивизия, выгрузившись в Витебске, была укомплектована по штату мирного времени (6 000 солдат и командиров). В связи с объявлением войны в период 22 — 27 июня 1941 года части дивизии спешно доукомплектовывались личным составом, вооружением и материальной частью. Пополнение, прибывшее в дивизию, зачастую было необеспечено, тем не менее через неделю дивизия была вполне боеспособной.
С 3 июля 1941 года полк вступает в бои с немецкими оккупантами.
Эти бои носили исключительно ожесточённый характер. Противник неоднократно пытался прорвать оборону частей и подразделений дивизии, но не достигнув успеха и понеся большие потери в людях и технике, отказался от фронтального прорыва обороны дивизии. Прорвав оборону соседних частей справа и слева, крупными силами пехоты и танков он начал обходить части дивизии с севера и юга. Продолжая наступление севернее и южнее обороняющихся частей дивизии, противник к исходу 10 июля 1941 года, прорвавшись по шоссе Городок-Витебск и Полоцк-Витебск, овладел западной частью г. Витебска, выйдя непосредственно на западный берег реки Западная Двина. Развивая наступление в направлении Смоленска, его мотомехчасти обошли дивизию.
С 11 июля 1941 года 666-й стрелковый полк находился в окружении юго-восточнее г. Витебск. К утру 17 июля 1941 года дивизия основными силами вышла на западный берег реки Черница. 24 июля 1941 года дивизия, вышла в район Мирское, Тишино, подвергаясь атаке значительных сил пехоты и танков противника. С выходом в этот район дивизия установила непосредственную связь с частями Красной Армии, выйдя, таким образом, из полного окружения.
1 августа 1941 года в районе Соловьевской переправы (Соловьёво) вышла к западному берегу реки Днепр, а основными силами — в район переправы у Ратчино. Обе переправы были заняты противником. Попытка овладеть Соловьёвской переправой успеха не имела. Части дивизии 1 августа 1941 года в районе Ратчино после короткого боя разгромили части противника, оборонявшие переправу, и полностью овладели ею.
С 1 по 3 августа 1941 года полк в составе дивизии со всей материальной частью и тылами форсировал р. Днепр в районе Заборье и вышел на восточный берег реки.
С 6 по 22 августа 1941 года полк вёл боевые действия на восточном берегу р. Днепр. С 22 августа по 6 сентября 1941 года полк вёл боевые действия в районе высоты 249.9 на восточном берегу реки Днепр, а затем на западном берегу. Бои полка под Смоленском были первыми наступательными боями.
С 6 по 20 сентября 1941 года полк находился в резерве с составе 153-й стрелковой дивизии сначала в 20-й армии, а затем в резерве Ставки Верховного Главнокомандования и доукомплектовывался в городе Калинин.

### Боевые действия полка с 20 сентября 1941 по лето 1943 года
С 20 сентября по 9 ноября 1941 года полк в составе 3-й гвардейской стрелковой дивизии вёл боевые действия в составе 54-й армии Ленинградского фронта в районе ст. Мга, Синявино.С 10 по 14 ноября 1941 года дивизия передислоцировалась на левый фланг армии в район южнее города Волхов. С 15 ноября по 28 декабря 1941 года дивизия вела боевые действия в районе города Волхов, а затем преследовала противника до станции Погостье.
В январе-апреле 1942 года полк участвовал в Любанской наступательной операции. Наступление проходило в сложных условиях лесисто-болотистой местности. Бездорожье и глубокий снег затрудняли продвижение полка. Положение стало ещё более тяжёлым с началом весенней распутицы. В батальонах оставалось по 50-60 активных штыков.
Летом 1942 года дивизия пополняла свой состав, после чего вошла в резерв Ставки ВГК.
В июле 1942 года командиром полка был назначен подполковник В. Ф. Маргелов, впоследствии ставший командующим ВДВ СССР.
Во второй половине 1942 года противник начал подготовку к решающему штурму Ленинграда. С целью срыва штурма в конце августа — сентябре 1942 года дивизия принимала участие в Синявинской наступательной операции Волховского фронта. Полтора месяца гвардейцы полка дрались с войсками, прибывшими из Крыма для отражения наступления советских частей. Противнику были нанесены серьёзные потери, что сорвало удар врага по Ленинграду. В битве за Ленинград полку за отличные боевые действия были объявлены благодарности военными советами Ленинградского и Волховского фронтов, 54-й армии и 2-й Ударной армии.
В начале декабря 1942 года дивизия была выведена из резерва Ставки ВГК и переброшена под Сталинград, с включением в состав 2-й гвардейской армии Сталинградского фронта. Полк совершил в условиях зимы 1942 года тяжёлый форсированный марш, пройдя от мест выгрузки до районов сосредоточения 200—280 км.
С 15 по 31 декабря 1942 года полк вёл активные боевые действия под Сталинградом.
В ходе Сталинградской стратегической наступательной операции на рубеже р. Мышкова войска 2-й гвардейской армии (в её составе — 3-я гвардейская стрелковая дивизия) сыграли решающую роль в отражении удара котельниковской группировки противника, а 24 декабря сами перешли в наступление и вынудили его отойти на юг. Развивая наступление на ростовском направлении, войска 2-й гвардейской армии 13 февраля 1943 года освободили г. Новочеркасск, а через три дня вышли к р. Миус, где, встретив упорное сопротивление противника, перешли к обороне.

### Боевые действия полка с лета 1943 года по май 1945 года
В августе — сентябре 1943 года полк в составе 3-й гвардейской стрелковой дивизии участвовал в Донбасской стратегической наступательной операции. Были освобождены населённые пункты Большой Токмак (20 сентября 1943 года) и Волноваха (10 сентября 1943 года).
В конце сентября в ходе Мелитопольской операции войска дивизии вышли к низовьям Днепра и на побережье Чёрного моря, была освобождена Каховка (2 ноября 1943 года).
В декабре в составе 4-го Украинского фронта после упорных боёв соединения 2-й гвардейской армии ликвидировали плацдарм противника на левом берегу Днепра (в районе Херсона).
В феврале 1944 года армия была переброшена в район Перекопскского перешейка и в апреле-мае приняла участие в Крымской стратегической операции. 8 апреля гвардейцы полка атаковали перекопские позиции. Пленные 50-й немецкой пехотной дивизии назвали атаку «дьявольской». За сорок минут полк преодолел четыре траншеи, противотанковый ров, пять рядов проволочных заграждений и минные поля. Противник не отдавал без боя ни одну высотку, ни один рубеж. Для преследования противника 12 апреля выступил дивизионный передовой подвижный отряд под командованием капитана В. Стебунова, ставшего впоследствии командиром полка. Отряд стремительно преследовал врага, перерезая ему пути отхода, разгромил восемь арьергардных заслонов.
В ходе операции 13 апреля 1944 года была освобождена Евпатория и во взаимодействии с другими войсками 4-го Украинского фронта и силами Черноморского флота 9 мая освобождён Севастополь.
В мае-июне 2-я гвардейская армия была передислоцирована в район городов Дорогобуж, Ельня. С 20 мая находилась в резерве Ставки ВГК, а 8 июля вошла в состав 1-го Прибалтийского фронта. В июле в ходе Шяуляйской наступательной операции полк отражал контрудары противника юго-западнее Шяуляя.
В октябре полк участвовал в Мемельской наступательной операции. 20 декабря дивизия была переподчинена 3-му Белорусскому фронту. В январе-апреле 1945 года в ходе Восточно-Прусской стратегической операции был совершён прорыв долговременной обороны противника, ликвидация во взаимодействии с другими войсками фронта его окружённой группировки (юго-западнее Кёнигсберга и Земландской группировки). В начале апреля подразделения полка прорывают оборону немецких частей, обходным манёвром овладевают опорным пунктом Гермау и к утру 16 апреля выходят на берег Балтийского моря к косе Фрише-Нерунг.
День Победы полк встречал на берегах Балтики в районе Фишхаузен.

### Послевоенное время

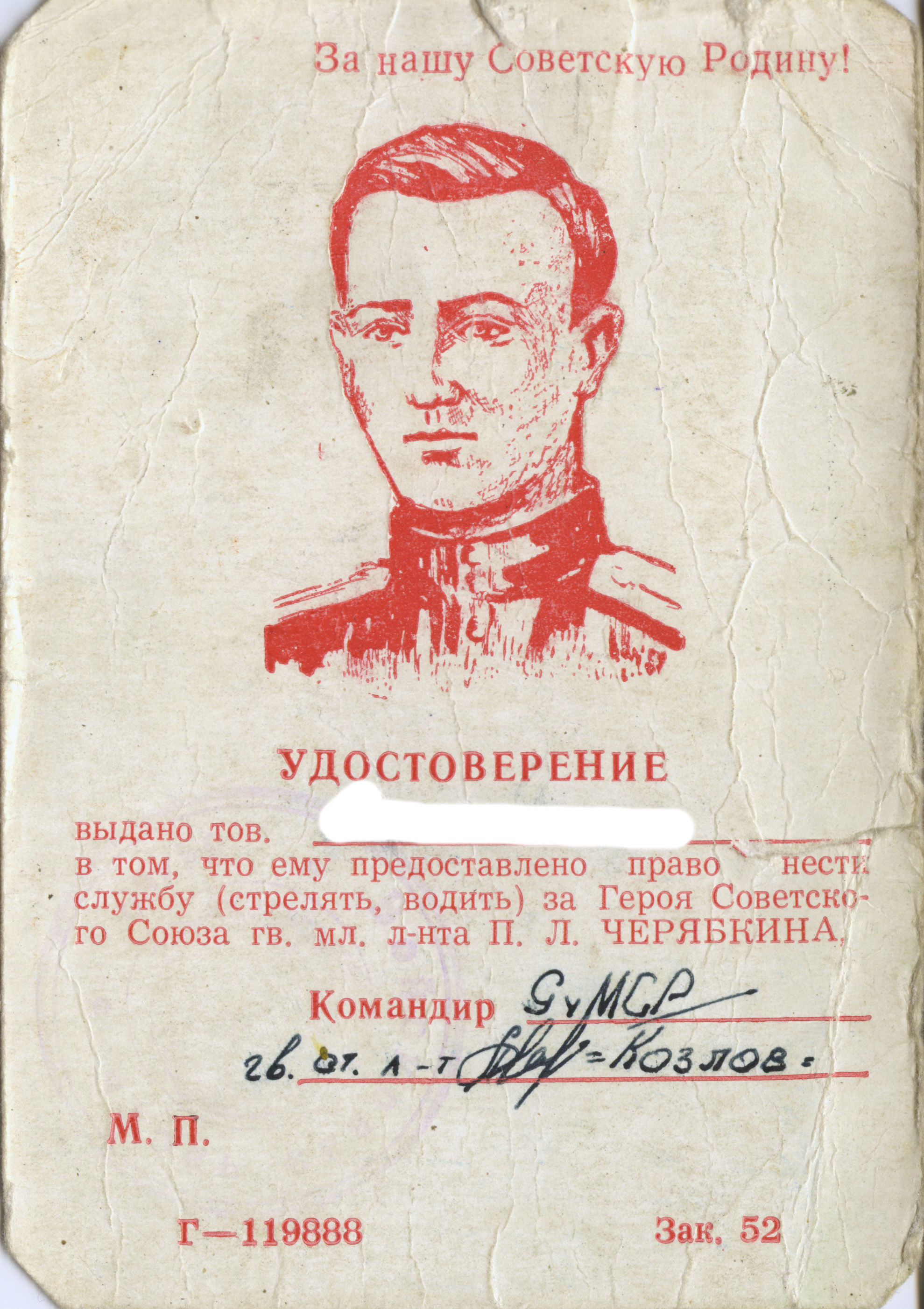
Удостоверение Черябкинца

По окончании боевых действий на фронтах Великой Отечественной войны 9 мая 1945 года полк дислоцировался на Вилле Розенталь в провинции Кенигсберга Восточная Пруссия, входя в состав 3-й гвардейской стрелковой Волновахской Краснознамённой Ордена Суворова дивизии. С 4 апреля 1952 года по май 1956 года полк дислоцировался в Литовской ССР в составе 3-й гвардейской стрелковой Волновахской Краснознамённой Ордена Суворова дивизии.
С мая 1956 года по август 1994 года полк дислоцировался в Латвийской ССР в составе 54 Окружного учебного центра (24-я учебная танковая дивизия). Полк стал учебным и готовил младших командиров и специалистов: командиров БМП, наводчиков орудий, механиков-водителей различных военных машин, начальников радиостанций, командиров сапёрных подразделений. Располагался в посёлке Адажи-2 (ныне Кадага) близ города Рига.

Юбилейная медаль «50 лет гвардейскому Севастопольскому Краснознамённому мотострелковому полку им. Латышских стрелков».

В соответствии с Директивой Первого заместителя Главнокомандующего Объединёнными Вооружёнными Силами Содружества Независимых Государств от 11 марта 1992 года № 314/3/0327, Директивой Командующего Северо-Западной группы войск от 29 августа 1992 года № 6/1/0287, 13-й гвардейский учебный мотострелковый Севастопольский Краснознамённый полк имени Латышских Стрелков переформирован в 25 отдельную гвардейскую мотострелковую Севастопольскую Краснознамённую бригаду имени Латышских Стрелков (25-я огмсбр).
В соответствии с Директивой Министра Обороны Российской Федерации от 11 октября 1993 года № 314/1/001200, Директивой Генерального штаба Сухопутных войск от 11 ноября 1993 года № 453/4/01002-25 25-я отдельная гвардейская мотострелковая Севастопольская Краснознамённая бригада имени Латышских Стрелков передислоцирована из Латвийской Республики в Псковскую область Российской Федерации и включена в состав войск Ленинградского военного округа. Условное наименование войсковая часть полевая почта 34469 аннулировано.

## Основное вооружение полка
По состоянию на 1991 год:
|   | Наименование | Количество |
| - | ------------ | ---------- |
| 1 | Т-72         | 21         |
| 2 | БМП-1        | 41         |
| 3 | БМП-2        | 39         |
| 4 | БТР-60       | 15         |
| 5 | БТР-70       | 5          |
| 6 | Р-145БМ      | 2          |
| 7 | БРЭМ-2       | 3          |
| 8 | МТУ-20       | 1          |

## Герои полка

### Герои Советского Союза
- Валентин Федорович Ежков, гвардии старший лейтенант, командир роты противотанковых ружей — 19 марта 1944 года посмертно[6] (погиб 19 июля 1943 года).
- Пётр Лаврентьевич Черябкин, гвардии младший лейтенант, командир стрелкового взвода — 16 мая 1944 года посмертно[7] (погиб 8 апреля 1944 года). Приказом Министра Обороны СССР 14 марта 1975 года Герой Советского Союза Пётр Лаврентьевич Черябкин навечно зачислен в списки 1-й учебной мотострелковой роты полка.
- Константин Григорьевич Мохов, гвардии лейтенант, командир батареи — 19 апреля 1945 года посмертно[8][9] (погиб 5 февраля 1945 года).

### Полные кавалерыОрдена Славы
- Яцкий, Михаил Дмитриевич, разведчик полка, гвардии сержант.

### Герой Социалистического Труда
- Горлов, Григорий Кириллович, парторг полка, первый председатель Ставропольского краевого Совета ветеранов войны, труда и правоохранительных органов.

## Известные командиры полка
- Соколов, Гавриил Дмитриевич (29.06.1941 - 13.09.1941), гвардии полковник.
- Ильин Андриан Максимович (30.10.1941 - 01.08.1942) (впоследствии командир 119 гвардейской Режицкой Краснознамённой Ордена Суворова стрелковой дивизии).
- Кубеко Сергей Фёдорович (05.07.1942 - 15.07.1942)
- Маргелов, Василий Филиппович (15.07.1942 - 25.01.1943), гвардии подполковник.
- Слободяник Фёдор Петрович (25.01.1943 - 12.08.1943), ранен 30.07.1943
- Мартынов Михаил Дмитриевич (с 12.08.1943)
- Шепелев Иван Владимирович (22.12.1943 - 17.02.1944)
- Сайфуллин Гарифьян Гарифулович (17.02.1944 - 20.07.1944), погиб 20.07.1944
- Терещенко Трофим Иванович (26.08.1944 - 01.03.1945)
- Нечистик Максим Гргорьевич (01.03.1945 - 17.04.1946)
- Стебунов, Владимир Тихонович (19? ), гвардии полковник, почётный гражданин Евпатории (1985 год)[10]
- Кобзарев Виктор Яковлевич (1973 год - 1975 год), гвардии подполковник.
- Клекта Иван Николаевич (1975 год - 1981 год), гвардии полковник
- Панкратов Николай Фёдорович (1981 год - 1983 год), гвардии  подполковник
- Симонов Валерий Фёдорович (1983 год  - 1985 год), гвардии  подполковник (лично  ему  Пуго Б.К.  вручал  переходящее  Красное Знамя).
- Новиков Александр Васильевич (1985 год - 1988 год), гвардии подполковник (в последующем генерал-лейтенант, заместитель начальника ГОУ ГШ ВС РФ).
- Старченко Александр Иванович (1988 год — 1991 год), гвардии подполковник.
- Алиев Михаил Магомедович (1991 год — 1992 год), гвардии подполковник.

## Награды
- 18 сентября 1941 года приказом Народного Комиссара Обороны № 308 за боевые подвиги, мужество и отвагу, организованность и дисциплину, проявленные в многочисленных боях против немецко-фашистской Германии 666-й стрелковый полк был награждён почётным званием — «Гвардейский» и переименован в 13-й гвардейский стрелковый полк. Этот день считается Днём войсковой части и является её годовым праздником.
- 10 мая 1944 года за освобождение города Севастополя Приказом Верховного Главнокомандующего № 111[11] 13-му гвардейскому стрелковому полку присвоено почётное наименование «Севастопольский».
- 31 октября 1944 года Указом Президиума ВС СССР за отличные боевые действия юго-западнее г. Шяуляй и выход к реке Неман в районе г. Тильзит полк награждён Орденом Красного Знамени.
- 1967 год — за высокие показатели в учёбе, большую плодотворную работу по героико-патриотическому воспитанию молодого поколения полку присвоено именное наименование — «имени Красных Латышских стрелков», прославившихся в боях за Советскую власть на многих фронтах гражданской войны.

## Галерея

Боевой путь части
БУБВТ
КПП
Трибуна
Штаб полка
Спальное расположение
Клуб полка
Командный пункт
Гауптвахта и караульное помещение
Винтовочно-артиллерийский полигон
Спортивный зал
Медицинский пункт полка
Парк полка
Стела у плаца
В столовой
Памятник Черябкину П. Л..